# Ephrem Mbom
Ephrem Mbom (Iaundé, 18 de julho de 1954 – Duala, 20 de setembro de 2020) foi um futebolista camaronês. Ele competiu na Copa do Mundo FIFA de 1982, sediada na Espanha, na qual a seleção de seu país terminou na 17ª colocação dentre os 24 participantes.
Morreu em Duala em 20 de setembro de 2020, aos 66 anos.